# Kenbridge
La ville de Kenbridge est située dans le comté de Lunenburg, dans le Commonwealth de Virginie, aux États-Unis. Sa population s’élevait à 1 257 habitants lors du recensement de 2010, estimée à 1 221 habitants en 2016.

## Source
- (en) Cet article est partiellement ou en totalité issu de l’article de Wikipédia en anglais intitulé « Kenbridge, Virginia » (voir la liste des auteurs).